# Community Shield 2019
Community Shield 2019 byl 97. ročník anglické fotbalové soutěže Community Shield. Jde o zápas mezi vítězem Premier League a vítězem FA Cupu. Protože vítězem Premier League 2018/19 i FA Cupu 2018/19 se stal Manchester City, jeho soupeřem byl Liverpool, druhý tým z Premier League 2018/19. Zápas se odehrál 4. srpna 2019 na stadionu Wembley v Londýně.
Manchester City obhájil vítězství z roku 2018, když po remíze 1:1 vyhrál 5:4 na penalty.

## Zápas

### Shrnutí
Už po 12. minutách hry se do vedení dostal Manchester City. Dlouhý pas Vincenta Kompanyho sklepl Kevin De Bruyne na Davida Silvu a ten prodloužil na Raheema Sterlinga, který se z hranice malého vápna trefil Alissonovi mezi nohy a s velkým štěstím míč nakonec doskákal do sítě. Ve druhé půli se v těsné blízkosti brány Manchesteru dostal k míči Virgil van Dijk, avšak jeho střela se odrazila od vnitřní části břevna na zem a poté pryč z brankové čáry. V 77. minutě se Liverpoolu povedlo srovnat na 1:1, když se po centru van Dijka dostal k hlavičce Joël Matip a z bezprostřední blízkosti vstřelil vyrovnávací gól. V samotném závěru utkání se dostal do velké šance Mohamed Salah a poté, co Claudio Bravo jeho střelu pouze vyrazil, se dostal ještě k hlavičce, kterou vykopl z brankové čáry nůžkami obránce Citizens Kyle Walker. Utkání se tak dostalo do penaltového rozsřelu a jediným nepřesným exekutorem se stal Georginio Wijnaldum, jehož střelu vlevo brankář Bravo úspěšně zneškodnil. Gabriel Jesus poslední penaltu proměnil a Manchester City tak získal trofej pro vítěze Community Shield 2019.

### Detaily
| 4. srpna 2019 16:00 |          |                    |                                                          |
| Liverpool FC        | 1 : 1    | Manchester City FC | Wembley, Londýn diváci: 77 565 rozhodčí: Martin Atkinson |
| Matip 77'           | (Report) | Sterling 12'       | Wembley, Londýn diváci: 77 565 rozhodčí: Martin Atkinson |

|                                                    |       | Penaltový rozstřel                     |  |
| Shaqiri Wijnaldum Lallana Oxlade-Chamberlain Salah | 4 : 5 | Gündogan B. Silva Foden Zinčenko Jesus |  |

| BR           | 1  | Alisson                 |  |     |
| PO           | 66 | Trent Alexander-Arnold  |  | 67' |
| SO           | 12 | Joe Gomez               |  |     |
| SO           | 4  | Virgil van Dijk         |  |     |
| LO           | 26 | Andrew Robertson        |  |     |
| SZ           | 14 | Jordan Henderson (C)    |  | 79' |
| SZ           | 3  | Fabinho                 |  | 67' |
| SZ           | 5  | Georginio Wijnaldum     |  |     |
| PK           | 11 | Mohamed Salah           |  |     |
| HÚ           | 9  | Roberto Firmino         |  | 79' |
| LK           | 27 | Divock Origi            |  | 79' |
| Náhradnící:  |    |                         |  |     |
| B            | 22 | Simon Mignolet          |  |     |
| O            | 6  | Dejan Lovren            |  |     |
| O            | 32 | Joël Matip              |  | 67' |
| Z            | 8  | Naby Keïta              |  | 67' |
| Z            | 15 | Alex Oxlade-Chamberlain |  | 79' |
| Z            | 20 | Adam Lallana            |  | 79' |
| Z            | 23 | Xherdan Shaqiri         |  | 79' |
| Manažer:     |    |                         |  |     |
| Jürgen Klopp |    |                         |  |     |

| BR            | 1             | Claudio Bravo      |     |     |
| PO            | 2             | Kyle Walker        |     |     |
| SO            | 5             | John Stones        |     |     |
| SO            | 30            | Nicolás Otamendi   |     |     |
| LO            | 11            | Oleksandr Zinčenko |     |     |
| SZ            | 17            | Kevin De Bruyne    | 33' | 89' |
| SZ            | 16            | Rodri              |     |     |
| SZ            | 21            | David Silva (C)    |     | 61' |
| PK            | 20            | Bernardo Silva     |     |     |
| HÚ            | 7             | Raheem Sterling    |     |     |
| LK            | 19            | Leroy Sané         |     | 13' |
| Náhradnící:   |               |                    |     |     |
| B             | 31            | Ederson            |     |     |
| O             | 12            | Angeliño           |     |     |
| O             | 50            | Eric García        |     |     |
| Z             | 8             | İlkay Gündoğan     |     | 61' |
| Z             | 47            | Phil Foden         |     | 89' |
| Ú             | 9             | Gabriel Jesus      |     | 13' |
| Ú             | 10            | Sergio Agüero      |     |     |
| Manažer:      |               |                    |     |     |
| Pep Guardiola | Pep Guardiola | Pep Guardiola      | 42' |     |